# Miles Jupp
Miles Hugh Barett Jupp (Newcastle upon Tyne, 8 settembre 1979) è un attore e comico britannico.

## Biografia
Miles Jump nasce a Newcastle upon Tyne, Inghilterra, figlio di un ministro della United Reformed Church. Trascorre la sua infanzia a Londra. Per gran parte della sua vita ha creduto di avere discendenza ugonotte, scoprendo poi nel 2015, durante un programma della BBC Radio 4, di avere origini solo del Sussex. Jupp ha interpretato il ruolo di Archie, nel programma televisivo per bambini Balamory. Ebbe anche un ruolo nel programma della BBC, Live Floor Show. Miles Jupp appare anche in un piccolo ruolo in Harry Potter e l'Ordine della Fenice, interpretando un meteorologo.
Narratore dello show radiofonico The Penny Dreadfuls, andato in onda sulla BBC, prende parte alla stagione 3 alla stagione 4 della serie inglese The Thick of It, interpretando John Duggan. Nel 2010 appare nella serie televisiva Rev. Nel 2011 prende parte nel quiz musicale Never Mind the Buzzcocks, facendo parte di una squadra insieme al comico Phill Jupitus e al musicista Goldie. Appare in un cameo nel film con Rowan Atkinson, Johnny English - La rinascita. Nel gennaio del 2012 vince un episodio del programma Celebrity Mastermind.
È sposato ed ha cinque figli.

## Filmografia

### Cinema
- Harry Potter e l'Ordine della Fenice (Harry Potter and the Order of the Phoenix), regia di David Yates (2007)
- Houdini - L'ultimo mago (Death Defying Acts), regia di Gillian Armstrong (2007)
- Is Anybody There?, regia di John Crowley (2008)
- Sherlock Holmes, regia di Guy Ritchie (2009)
- We Want Sex, regia di Nigel Cole (2010)
- Timber (2010)
- Johnny English - La rinascita (Johnny English Reborn), regia di Oliver Parker (2011)
- The Look of Love, regia di Matt Winterbottom (2014)
- Monuments Men (The Monuments Men), regia di George Clooney (2014)
- Rosewater, regia di Jon Stewart (2014)
- Posh (The Riot Club), regia di Lone Scherfig (2014)
- Grimsby - Attenti a quell'altro (The Brothers Grimsby), regia di Louis Leterrier (2016)
- The Legend of Tarzan, regia di David Yates (2016)
- ChickLit, regia di Tony Britten (2016)
- 1918 - I giorni del coraggio (Journey's End), regia di Saul Dibb (2017)
- Dickens - L'uomo che inventò il Natale (The Man Who Invented Christmas), regia di Bharat Nalluri (2017)
- Il concorso (Misbehaviour), regia di Philippa Lowthorpe (2020)
- Napoleon, regia di Ridley Scott (2023)

### Televisione
- Balamory – serie TV, 75 episodi (2002-2005)
- Appunti di un giovane medico (A Young Doctor's Notebook) – serie TV, episodio 1x04 (2012)
- Padre Brown (Father Brown) – serie TV, episodio 5x13 (2017)
- Casa Howard (Howards End) – miniserie TV, 3 puntate (2017)
- The Crown – serie TV, episodio 2x05 (2017)
- I Durrell - La mia famiglia e altri animali (The Durrells) – serie TV, 8 episodi (2018-2019)
- L'ispettore Barnaby (Midsomer Murders) – serie TV, episodio 21x04 (2020)
- The Great – serie TV, episodio 1x05 (2020)
- Sex Education – serie TV, episodio 3x05 (2021)
- Grantchester – serie TV, episodio 6x05 (2021)
- A Very British Scandal, regia di Anne Sewitsky – miniserie TV, puntate 2-3 (2021)
- Agatha Christie - Perché non l'hanno chiesto a Evans? (Why Didn't They Ask Evans?), regia di Hugh Laurie – miniserie TV, 3 puntate (2022)
- SAS: Rogue Heroes – serie TV (2022-in corso)
- Professor T. – serie TV, episodio 2x05 (2023)
- Belgravia: The Next Chapter, regia di John Alexander, Paul Wilmshurst e Marisol Adler – miniserie TV, 8 puntate (2024)

## Doppiatori italiani
Nelle versioni in italiano delle opere in cui ha recitato, Miles Jupp è stato doppiato da:
- Dario Oppido in Napoleon
- Riccardo Scarafoni in Belgravia: The Next Chapter